# August Wilhelm Heye
August Wilhelm Heye, auch August-Wilhelm Heye (* 1907, Todesjahr unbekannt) war ein deutscher Fregattenkapitän der Bundesmarine und Militärschriftsteller.

## Leben
August Wilhelm Heye trat 1929 als Anwärter für die Ingenieuroffizierlaufbahn in die Reichsmarine ein, wurde am 1. Januar 1931 Fähnrich des Marineingenieurwesens und war im gleichen Jahr an der Marineschule in Mürwik.
In der Kriegsmarine war er als Kapitänleutnant (Ing.) Leitender Ingenieur auf der Z 13. Über die Zeit an Bord, einschließlich deren Untergang Anfang April 1940 in Narvik, schrieb er 1941 ein Buch. Von Oktober 1941 bis September 1944 als Korvettenkapitän (Ing.) Kommandeur der neu eingerichteten 2. Marine-Unteroffiziervorschule. Anschließend wurde er Leitender Ingenieur auf der Köln, welche Ende 1944 durch einen Bombenangriff schwer beschädigt wurde und danach bis Kriegsende nicht mehr zum Einsatz kam.
Als Anfang Juni 1956 die Einrichtung der Technischen Marineschule in Kiel befohlen wurde, wurde er als Fregattenkapitän bis Juli 1956 mit der Aufstellung beauftragt. Zeitgleich war er bis August 1956 mit der Aufstellung des Schiffsmaschinenkommandos beauftragt.
Von Februar 1959 bis Juni 1959 war er mit der Wahrnehmung der Geschäfte als Kommandeur der Technischen Marineschule I beauftragt. Die Technische Marineschule II führte er von Oktober 1959 bis Ende März 1962.
Ab März 1963 war er als Referent bis September 1964 Leiter des Referats Innere Führung und Öffentlichkeitsarbeit im Bundesministerium der Verteidigung in Bonn. Gemeinsam mit ehemaligen Marineangehörigen verfasste er 1982 die Chroniken der 2. Marine-Unteroffizierschule.

## Werke (Auswahl)
- Blaue Jungs an Kesseln und Maschinen. Verlag E.S. Mittler & Sohn, Berlin, 1940; neueste Auflage 2020.
- Z 13 von Kiel bis Narvik. Verlag E.S. Mittler & Sohn, Berlin, 1941; neueste Auflage 2020.
- Soldat und Unterricht: Kleine Unterrichtslehre für den militärischen Lehrer. Verlag Wehr und Wissen, Darmstadt, 1961.
- Feuertaufe der deutschen Zerstörer im Zweiten Weltkrieg. In: Leinen los!, 3/1965, S. 101–103.
- Gedanken zum staatsbürgerlichen Unterricht in der Bundeswehr. In: Wehrkunde, Band 14, 1965, S. 372 ff.
- Bedeutung der Technik für die Menschenführung an Bord. In: Truppenpraxis, 11/1967, S. 875.
- Chronik der 2. Marine-Unteroffiziervorschule: ein Buch für die Kameraden von den Kameraden, Ansbacher Verlagsgesellschaft, 1982.